# William Satterlee Pye
William Satterlee Pye (Minneapolis, 9 de junio de 1880-Bethesda, 4 de mayo de 1959) fue un vicealmirante de la Armada de los Estados Unidos que participó en la Primera Guerra Mundial y en los inicios de la Segunda Guerra Mundial.

## Biografía
William S. Pye nació en Minneapolis, Minnesota, Estados Unidos en 1880, en 1897 ingresó a la Academia Naval de Annapolis graduándose en 1901.
En el inicio de la Primera Guerra Mundial estaba al mando de un destructor, el USS Jacob Jones, donde tuvo una destaca participación ganándose la Cruz de la Armada. Fue adscrito a la Comandancia en Jefe de la Flota del Atlántico donde se ganó un reconocimiento recibiendo la Cruz Naval.
En el periodo de Entreguerras, Pye recibió el comando de una flotilla de destructores y luego el mando del minador USS Oglala y luego el mando del acorazado USS Nevada.
Fue promovido a contraalmirante y pasó a ser Jefe de la Flota del CINCPAC (Comando de Flota del Pacífico). En 1940 con el rango de vicealmirante fue Comandante en jefe de la flota de buques de batalla (COMBATFOR) hasta noviembre de 1941.
En su posición, a pesar de que los informes de Inteligencia declaraban todo lo contrario, Pye  declaró que el Japón jamás declararía la guerra a Estados Unidos por ser este país muy poderoso en todo sentido para la nación asiática.
Cuando se declaró la Guerra al Japón, fue Comandante en Jefe de la Task Force N.º 1, el almirante Husband E. Kimmel inició la operación Wake para rescatar esa posesión americana de las manos japonesas.
La fuerza consistía en la Task Force n.º 11 y 14, en que se incluía el portaviones USS Saratoga, y una fuerza de cruceros. Dicha fuerza al mando del vicealmirante Frank Jack Fletcher zarpó hacia el área llegando a las proximidades el 22 de diciembre. 
Aviones exploradores estadounidenses detectaron la presencia de dos portaviones de línea japonés en el área (Sōryū e Hiryū ) y en su calidad de comandante en jefe Pye dictó una polémica orden de retorno de estas fuerzas, abandonando a su suerte a militares y civiles en la Isla Wake la cual fue conquistada por fuerzas japonesas. 
La decisión fue muy controvertida y marcó la carrera de Pye ya que el presidente Rossevelt jamás le perdonó esta decisión. Solo el almirante Thomas C. Kinkaid apoyó públicamente la decisión de su superior.
Pye tuvo su traspié final como oficial operativo cuando teniendo información confidencial en su poder hizo público que las fuerzas japonesas atacarían Alaska o las costas de California durante la Operación Mi (Midway), siendo considerado con una grave falla a la seguridad nacional. Pye fue considerado un oficial sin criterio y con pérdida de la realidad situacional.
Pye fue relegado por el almirante en Jefe Chester W. Nimitz a labores administrativas como Presidente del Colegio Naval de Guerra en Hawái y otras labores administrativas. Fue promovido en su retiro a almirante.
Pye falleció en 1959 en Bethesda, Maryland y fue enterrado en el Cementerio militar de Arlington.